# Arturo Vera
Arturo Vera (Federal (Entre Ríos), 19 de marzo de 1946 es un abogado y político argentino. Se desempeñó como Presidente Municipal de la ciudad de Federal, diputado provincial y Senador de la Nación Argentina. 
Es casado y padre de dos hijos.
Cursó sus estudios primarios en la Escuela Agrotécnica de “Las Delicias” y el Bachillerato en La Plata., Buenos Aires.
Se recibió de abogado en la Facultad de Derecho de la Plata.

## Desempeño profesional en el sector privado
- 1965/1975: trabajador del Frigorífico Swift; preceptor del Instituto San Vicente de Paúl de La Plata.
- 1975: ingresa a YPF como abogado y Jefe de la Oficina de Sumarios
- 1978/1989: representante Legal y apoderado General de YPF (Sección Norte). Jefe de Departamento Legal Norte (Salta, Jujuy, Formosa, Santiago del Estero, Chaco Tucumán y Catamarca) con administración central en Salta.

1988: en Federal, abogado y productor Agropecuario

## Desempeño político
- 1991/1995- Intendente de la Ciudad de Federal, por la U.C.R.
- 1992/1994- Presidente del Comité de la U.C.R de la ciudad de Federal.
- 1995/1999- Diputado Provincial por la U.C.R.
- 1994/1996- Presidente del Comité Departamental de Federal de la U.C.R.
- 1996/1998- Presidente del Comité de la U.C.R Provincial.
- 1998/2000- Presidente de la UCR Departamental de Federal
- 1999/2003- Intendente (segundo período) de la Ciudad de Federal, por la U.C.R.
- 2001/2003- Presidente y cofundador de las "Asociaciones Tradicionalistas del Departamento Federal".
- 2002/2004- Presidente (segundo período) del Comité de la U.C.R Provincial.
- 2004/2006- Vicepresidente Comité provincial de la U.C.R
- 2003/2007- Diputado Provincial (segundo período, por la U.C.R)
- 2007/2013- Senador Nacional por la U.C.R.